# Threose
Threose is een monosacharide bestaande uit vier koolstofatomen met als brutoformule C4H8O4. Zoals veel andere aldose-monosachariden is threose een zoete, viskeuze vloeistof die zeer goed oplosbaar is in water. Het molecuul heeft een terminale aldehydegroep (in plaats van een keton), en wordt dus geclassificeerd als een aldoseverbinding binnen de monosachariden. De naam threose kan verwijzen naar beide stereo-isomeren, naar het racemisch mengsel en naar de algemene threosestructuur (indien de stereochemie niet gespecificeerd is).
Het voorvoegsel "threo-" dat afkomstig is van deze verbinding, biedt een handige manier om organische structuren met aangrenzende chirale centra te beschrijven: het voorvoegsel "threo-" duidt daarbij de configuratie aan waarbij de zijgroepen in de verschillende chirale centra bij de Fischerprojectie aan verschillende kanten van de hoofdketen liggen. Het voorvoegsel "erythro-" verwijst naar de configuratie waarbij ze aan de zelfde kant liggen.
|                                                               |
| Fischerprojectie van de verschillende enetiomeren van threose |